# 中尾一和
中尾 一和（なかお かずわ、1948年（昭和23年）9月18日 - ）は、日本の内科医、臨床医学者。京都大学名誉教授、京都大学大学院医学研究科メディカルイノベーションセンター特任教授。認定NPO法人日本ホルモンステーション理事長。専門は内科学、内分泌代謝学。医学博士。
慶應義塾大学客員教授、自治医科大学客員教授。兵庫県養父市名誉市民。
日本内科学会（評議員）、日本内分泌学会（理事、元理事長）、日本肥満学会（理事、前理事長）日本臨床分子医学会（理事、元理事長）、日本高血圧学会（評議員）、日本糖尿病学会（評議員）、日本糖尿病合併症学会（評議員）、日本循環器学会（評議員）、日本腎臓学会（評議員）、日本動脈硬化学会（評議員）、日本神経内分泌学会（理事）、日本心血管内分泌代謝学会（理事、元理事長）、日本生化学会（評議員）。

## 経歴
- 1948年 兵庫県養父市生まれ
- 1967年 兵庫県立八鹿高等学校卒業
- 1973年 京都大学医学部医学科医学専門課程卒業
- 1976年 京都大学薬学部研究生
- 1981年 京都大学大学院医学研究科（内科系）修了
- 1984年
  - 京都大学医学博士
  - 京都大学医学部内科学第二講座助手、京都大学放射性同位元素総合センター助手(併任)
- 1990年 京都大学医学部内科学第二講座講師
- 1992年 京都大学医学部内科学第二講座教授
- 1995年 京都大学大学院医学研究科臨床病態医科学講座教授
- 1997年 東京女子医科大学客員教授（2014年まで）
- 2002年 京都大学大学院医学研究科内科学講座臨床病態医科学・内分泌代謝内科教授（2013年まで）
- 2005年 京都大学大学院医学研究科EBM研究センター長（2013年まで）
- 2007年 京都大学大学院医学研究科副研究科長(2010年まで)
- 2008年
  - 京都大学教育研究評議会評議員（2012年まで）
  - 京都大学医学部附属病院探索医療センター長（2011年まで）
  - 先端医療開発特区（スーパー特区）代表
- 2010年 慶應義塾大学客員教授
- 2013年
  - 京都大学大学院医学研究科メディカルイノベーションセンター特任教授
  - 自治医科大学客員教授

## 受賞歴
- 1988年 ベルツ賞（1等賞）[2]
- 2001年 持田記念学術賞[3]
- 2003年 日本内分泌学会学会賞[4]
- 2004年 日本医師会医学賞
- 2005年
  - 岡本国際賞（成人血管病研究振興財団）
  - 高峰譲吉賞（日本心血管内分泌代謝学会）[5]
- 2006年
  - 日本肥満学会学会賞[6]
  - 杉田玄白賞[7]
- 2008年
  - 文部科学大臣表彰（科学技術賞）
  - 井村臨床研究賞（成人血管病研究振興財団）
- 2009年 武田医学賞[8]
- 2011年 紫綬褒章[9]
- 2021年 瑞宝中綬章[10][11][12]

## 学会
- 1998年 第2回日本血管内分泌代謝学会 会長[13]
- 1999年 上原記念生命科学財団　第6回国際シンポジウム「Common Disease」[14]
- 2002年 第23回日本肥満学会 会長[15]
- 2004年 第77回日本内分泌学会学術総会 会長[16]
- 2004年 第42回日本臨床分子医学会 会長[17]
- 2010年 第14回国際内分泌学会実行委員長 The 14th International Congress of Endocrinology (ICE 2010) [18]
- 2012年 第109回日本内科学会総会・講演会 会頭[19]
- 2014年 上原記念生命科学財団　第11回国際シンポジウム「Innovative Medicine」[20]